# Хакон V Святой
Ха́кон V Свято́й Ма́гнуссон (др.-сканд. Hákon V helgi Magnússon) или Ха́кон V Высоконо́гий (Долгоно́гий) Ма́гнуссон (др.-сканд. Hákon V háleggr Magnússon; 10 апреля 1270, Тёнсберг, Эстланд — 8 мая 1319, Тёнсберг, Эстланд) — конунг (король) Норвегии с 15 июля 1299 года, сын короля Магнуса VI Исправителя Законов и Ингеборги Датской.

## Биография

### Внутренняя политика
Во внутренней политике Хакон Святой энергично и успешно ограничивал полномочия знати и усиливал власть конунга. Он полностью уничтожил звание лендрманнов, не встретив никакого сопротивления. Лендрманны перестали быть вождями народа, представляя лишь крупных свободных землевладельцев, и не приобрели такого первенствующего значения, которое создало бы из них отдельное сословие, занимающее первое место рядом с конунгами. В общем, обезземелить бондов и, сосредоточив в своих руках земельную собственность, создать себе первенствующее положение в стране норвежской знати не удалось, так как не было промежуточного безземельного, вполне зависимого от неё класса, на который она могла бы опереться в своей борьбе с конунгами. Таким образом Норвегия осталась страной бондов — мелких землевладельцев.
Хакон построил несколько крепостей, из которых особо следует отметить Акерсхус близ современного Осло. Таким образом, центр власти начал перемещаться с запада в сторону нынешней столицы. Впоследствии Хакон окончательно перенёс столицу Норвегии в Осло.

### Внешняя политика
Во внешней политике Хакон Магнуссон помогал шотландцам в их войнах с Англией. Кроме того, он успешно воевал против Эйрика VI Менведа, конунга Дании. С этой целью он заключил союз с Биргером I Магнуссоном из рода Фолькунгов, конунгом Швеции. Однако Биргер тем временем вступил в конфликт с церковью по вопросу привилегий 1280 года. Ситуацией воспользовались его братья, Эйрик Длинный, герцог Сёдерманланда, и Вальдемар, герцог Финляндии.
В 1306 году его опекун, марск Торгильс Кнутссон, был казнён, а через полгода Биргер был заключён в тюрьму. На помощь Биргеру пришёл его зять, Эйрик Менвед. На стороне братьев-узурпаторов выступил Хакон. В 1308 году братья были вынуждены освободить Биргера, и тот бежал в Данию. Тем временем Эйрик Длинный заключил сепаратный мир с датчанами, чем сильно оскорбил Хакона. Тот потребовал от Эйрика возвратить город Кунгахаллу в Бохусланне, дарованный ему незадолго до этого, от чего Эйрик отказался. Тогда Хакон в 1309 году заключил мир с датчанами, положивший конец череде норвежско-датских войн, и в союзе с Эйриком Менведом пошёл войной на братьев. Однако Эйрик Длинный, благодаря своему полководческому таланту, разгромил союзников при Нючёпинге.
В 1310 году братья заключили в Хельсингборге мир. Биргер сохранил за собой титул конунга, но под его властью остались лишь Уппланд, Нерке, Сёдерманланд (бывшее герцогство Эйрика), Эстергётланд, остров Готланд и крепость Виборг. Эйрику достались Вестергётланд, Дальсланд, Вармсланд, Кальмар и север Халланда. Он также обещал вернуть Норвежской Державе Кунгахаллу, но обещания не сдержал. Вальдимар стал управлять Финляндией, частью Уппланда, Боргхольмом и Эландом. Ему также досталась крепость Стокгольм. В ночь с 10 на 11 декабря 1317 года во время пира в Нючёпинге Биргер захватил братьев в плен. Дальнейшая их судьба неизвестна. Скорее всего, они были казнены в начале лета 1318 года. Однако в том же году сторонники Эрика и Вальдимара свергли Биргера, и тот был вынужден искать убежища в Дании, захватив с собой королевский архив.
Как и старший брат Эйрик II Гонитель Попов, Хакон не имел сыновей, и, поскольку у него не оказалось наследников мужского пола, с его смертью в Норвежской Державе произошёл династический кризис. Норвежский трон унаследовал внук Хакона, трёхлетний Магнус Шведский, рождённый от его дочери Ингеборги и Эйрика Длинного. Таким образом, престол Норвежской Державы перешёл в шведскую линию, а Хакон V Святой стал последним конунгом Норвежской Державы из рода Харальда I Прекрасноволосого и последним правителем независимой Норвегии до 1905 года.

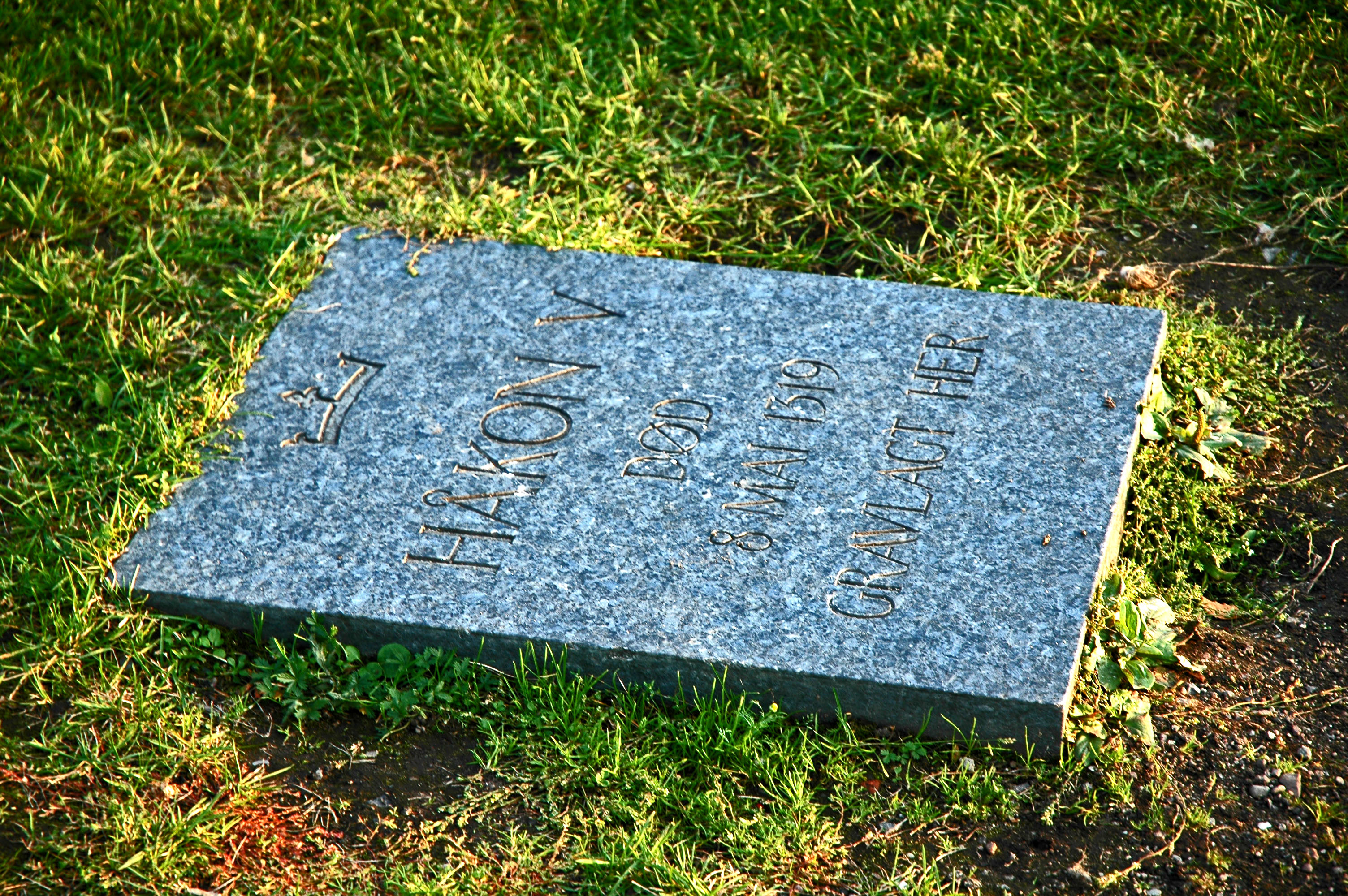
Могила Хакона V Святого

## Канонизация
После смерти Хакона V многие рассказывали о чудесах, которые происходят с людьми у его могилы. В Церкви Святой Марии в Осло появился алтарь Хакона, к которому стали обращаться верующие со своими нуждами и проблемами. В 1520 году Римский Папа Лев X официально признал культ святого Хакона и на официальном уровне разрешил проводить особый обряд церковной службы, связанный с святым в Церкви Святой Марии. Хакон является признанным святым не только в Норвегии, но и в других странах, о чём свидетельствуют стародатские рифмованные народные стихи, записанные в 1560 году.